# 绿色守护
绿色守护（英语：Greenify），是一款由中国开发者Oasis Feng开发的Android软件，旨在限制部分Android第三方软件在后台运行，以达到省电和优化系统运行的作用。
绿色守护通过将其黑名单中的应用在手机待机时强制休眠（绿色化）来达到效果。应用在休眠时不会在后台持续运行并消耗电量。